# Martín Puye
Martín Puye Topepé (ur. 1940, zm. 14 lipca 1998) – polityk z Gwinei Równikowej.
Urodził się i odebrał podstawową edukację w Baney na wyspie Fernando Poo (dzisiejsze Bioko). W 1961 wyemigrował do Hiszpanii, kształcił się tam w zakresie elektromechaniki. W połowie lat 70. założył spółkę PUYGASA, później zaangażowaną w proces elektryfikacji stołecznego Malabo. W latach 80. został wybrany burmistrzem rodzinnego miasta, został niemniej wkrótce odwołany w związku ze wdrażaniem polityk niezgodnych z zamierzeniami reżimu prezydenta Nguemy Mbasogo.
Należał do grupy etnicznej Bubi, związał się z ruchem na rzecz przyznania jej autonomii. Był członkiem założycielem Movimiento para la Autodeterminación de la Isla de Bioko (MAIB, 1993). Należał do władz tej organizacji, pełnił również funkcję jej rzecznika prasowego. Sygnatariusz manifestu Bubich z 1993. Aresztowany po nieudanym zrywie zbrojnym ze stycznia 1998, został skazany na 26 lat. Osadzony w więzieniu Playa Negra na rodzinnej wyspie, był torturowany. Został zamordowany na polecenie władz krótko później. 